# Citoyens souverains
Les citoyens souverains (en anglais : sovereign citizens) sont une mouvance politique hétérogène existant surtout aux États-Unis, et regroupant des personnes qui nient la légitimité des lois et de l'État sur la base de théories du complot pseudo-juridiques. Ils se considèrent comme responsables uniquement de leurs propres interprétations de la common law et ne se jugent soumis à aucune loi ou procédure gouvernementale. Ils contestent également la plupart des formes d'impôts,. En termes français, l'idéologie des citoyens souverains les conduit à nier le principe de prérogative de puissance publique. Le nom « citoyens souverains » est parfois traduit en France par « êtres souverains » ou « êtres éveillés »,. En Suisse, la locution « négateur de l'État » est employée,.

## Histoire
Le mouvement trouve son origine dans les années 1970 dans les milieux américains survivalistes et d'extrême droite, Le ressentiment de citoyens américains contre le gouvernement fédéral des États-Unis n'est pas nouveau, mais dans la deuxième moitié du XXe siècle il s'exprime sous une nouvelle forme plus radicale. Le mouvement Posse Comitatus, qui conteste à la fois la légitimité du fisc américain mais aussi, plus largement, celle des autorités fédérales, est alors l'une des principales tendances des milices américaines. William Potter Gale, idéologue du mouvement, crée au début des années 1970 le concept d'un « citoyen souverain » qui serait opprimé par un gouvernement illégitime. Si l'idéologie raciste du mouvement n'est pas originale en soi, Gale innove à l'époque en lui donnant une base à prétention juridique. 
À l'origine, dans les années 1970-1990, des groupes de citoyens américains s'organisent autour de l'idée que la seule loi qui s'applique est celle qui est décidée à l'échelle du comté, et que tout ce qui vient d'autre part est une violation de leurs droits naturels. Dans les années 1980, un ancien membre du Posse Comitatus, Gordon Kahl, radicalise le discours du mouvement contre les impôts et le gouvernement. Après la mort de Kahl, tué en 1983 lors d'un échange de coups de feu avec la police, il est considéré comme un martyr dans les milieux antigouvernementaux, ce qui contribue à diffuser les idées du mouvement. Lors des crises agricoles aux États-Unis dans les années 1980, des mouvements anti-taxes du Midwest perçoivent le gouvernement fédéral comme corrompu et tyrannique, s'ingérant dans les affaires des individus concernant la propriété et l'utilisation de leurs terres. 
Jusqu'aux années 1990, ce phénomène est surtout appréhendé par les observateurs comme un mouvement de protestation fiscale. Mais après l'attentat d'Oklahoma City en 1995, il est catégorisé comme d'extrême droite et suprématiste blanc, comme les milices du Patriot movement,. 
Si le mouvement trouve ses racines dans le racisme et l'antisémitisme, il a depuis évolué pour englober des personnes de toutes origines, de par son extrême individualisme. De nombreux citoyens souverains sont afro-américains. Les citoyens souverains noirs se réclament souvent de branches dissidentes du Moorish Science Temple of America, notamment la Nation Washitaw.
Au tournant du XXIe siècle, la référence au Posse Comitatus est supplantée par l'expression Sovereign Citizen, reflétant la volonté des protestataires de mettre l'accent sur leur liberté individuelle et leur propriété personnelle. 
Dans les années 2000, un nouveau discours de type conspirationniste apparait : le gouvernement fédéral n'est pas seulement illégitime et corrompu, il est contrôlé par l'étranger, souvent juif ou alors forces occultes, cherchant à instaurer un nouvel ordre mondial.
La mouvance des citoyens souverains connait plusieurs résurgences : en 2008 lors de la crise des subprimes, des personnes ruinées par la crise économique ont alors tenté de trouver une solution à leurs problèmes dans des recettes pseudo-juridiques.
L'idéologie complotiste des citoyens souverains s'est progressivement étendue à d'autres pays. Elle se propage sur internet, particulièrement via YouTube où il existe plusieurs millions de vidéos sur ce sujet. La pandémie de COVID-19 a occasionné une nouvelle résurgence des citoyens souverains, qui ont participé aux mouvements anti-masque, anti-vaccin et contre les mesures sanitaires,,.

## Idéologie
La mouvance des citoyens souverains n'a pas d'idéologie unifiée ni de leadership centralisé.  
Un point commun entre l'ensemble des personnes composant le mouvement est cependant de considérer que le système politique et juridique légitime a été secrètement remplacé. Les citoyens souverains américains considèrent ainsi que le gouvernement fédéral a été remplacé par une entreprise privée. Le système juridique de la common law aurait été quant à lui remplacé par une forme de droit commercial, que certaines versions de cette théorie assimilent au droit maritime. Les citoyens souverains se basent sur ces arguments complotistes pour nier la légitimité des gouvernements et des tribunaux de leurs pays et croient que les obligations légales sont en réalité des « contrats » (contrat social) qu'il est possible de rompre,,,.
Parmi les idées pseudo-juridiques des citoyens souverains, on trouve la théorie dite de l'« homme de paille » (en anglais strawman theory) qui veut que les êtres humains soient divisés en deux personnes juridiques distinctes, l'une étant leur statut d'être de chair et de sang et l'autre une personne morale (l'«homme de paille») créée artificiellement par le gouvernement et à laquelle s'appliquent toutes les obligations légales. En se séparant de leur « homme de paille » par une déclaration, les citoyens souverains pensent pouvoir s'affranchir de la juridiction des États.
Ce discours d'une citoyenneté alternative s'accompagne d'une contre-mémoire opposée à la mémoire culturelle dominante. Les citoyens souverains se voient comme des chercheurs de vérité ou des « êtres éveillés » qui réécrivent l'histoire pour délégitimer les institutions actuelles, diaboliser des ennemis idéologiques, et considérer les autres comme des « moutons » ou des « drones ». 
Les limites de cette idéologie sont floues, elle peut chevaucher avec des idéologies d'autres groupes comme la scientologie, l'antivaccination et le survivalisme. Des sociologues utilisent l'expression « pollinisation croisée » pour désigner les transferts d'idées, de thèmes ou de type d'actions entre ces différents mouvements protestataires, d'autres préfèrent interpréter cela en termes d'amalgame et de confusion. 

## Actions
Outre leur opposition à la fiscalité, les citoyens souverains bafouent les règles qu'ils jugent illégitimes en refusant d'avoir des permis de conduire, des plaques d'immatriculation ou des assurances automobiles. Ils tentent de faire valoir leurs « droits » à l'aide de documents sans valeur légale ou en harcelant les administrations et les tribunaux, c'est le « terrorisme de papiers » par certificats et déclarations dont les modèles sont vendus sur internet. 
Des citoyens souverains peuvent avoir leur propre jargon à leur échelle personnelle : par exemple de type mathématique, de type juridique, ou par formule répétitive. Ce jargon relèverait d'une pensée magique, car censée avoir du pouvoir sur les autres (policier, juge…), tout en justifiant leur attitude,.  Des groupes de citoyens souverains ont créé leurs propres « tribunaux », dénués de toute légitimité juridique, pour « juger » leurs adversaires réels ou supposés, ainsi que les représentants des autorités « illégitimes ». 
La majorité des citoyens souverains ne sont pas violents, mais souvent provocateurs. Par exemple, au cours d'un contrôle routier de police, ils refusent de baisser leur vitre, en prétendant qu'elle est bloquée, ce qui force les policiers à les extraire manu militari. De 1983 à 2020, 75 affrontements armés entre citoyens souverains et forces de l'ordre ont eu lieu aux États-Unis, faisant 27 morts chez les policiers. 
Le Federal Bureau of Investigation (FBI) classe les citoyens souverains extrémistes parmi les terroristes intérieurs (en) et estime cette menace particulièrement élevée. En 2010, le Southern Poverty Law Center (SPLC) a estimé qu'environ 100 000 Américains se réclamaient des « croyants souverains inconditionnels », et 200 000 autres « commençaient tout juste à tester des techniques souveraines pour résister à tout, des contraventions pour excès de vitesse aux accusations de drogue ».
Les arguments des citoyens souverains pour nier leurs obligations légales n'ont jamais été reconnus par aucun tribunal. De nombreux citoyens souverains ont été reconnus coupables de délits tels que fraude fiscale, menaces envers des représentants de l'État, faux et usage de faux, et de multiples formes de violation du code de la route. Des centaines, voire des milliers d'entre eux ont été emprisonnés pour leurs actions aux États-Unis.
Les services antiterroristes sont relativement démunis face aux citoyens souverains du fait de leur individualisme extrême. Ils ne peuvent utiliser les méthodes habituelles : il n'y a pas de dirigeants à poursuivre, une logistique ou un financement à bloquer, ou une organisation à démanteler.

## Propagations internationales
Les idées du mouvement ressemblent à celles des « Freemen on the land » que l'on trouve plus couramment dans le Commonwealth britannique, comme le Canada, l'Australie et la Nouvelle-Zélande. Le mouvement Freeman on the land, apparu au début des années 2000, est à l'origine une adaptation de l'idéologie des citoyens souverains à un contexte canadien. Des personnes se revendiquant comme citoyens souverains et non comme freemen of the land sont cependant apparues dans les pays du Commonwealth,.
Un mouvement avec des idées similaires existe depuis les années 1980 en Allemagne, avec les « citoyens du Reich ». La tentative de coup d'État de 2022 a conduit à l'arrestation de plus d’une cinquantaine de militants d’extrême droite, tous membres des Reichsbürger.  
En Russie, des personnes se proclament « citoyens soviétiques » ou « citoyens de l'URSS » en refusant les lois de la fédération de Russie. Comme aux États-Unis, ces idées se propagent par internet, notamment par vidéo YouTube. 
On trouve également des émules de l'idéologie des citoyens souverains en France, où elle s'est surtout développée lors de la pandémie de COVID-19. La mouvance a d'abord été introduite en France par le groupe One Nation,,,. Des émules de One Nation sont également actifs en Belgique. L'idéologie des citoyens souverains est surtout devenue connue en France à partir d'avril 2024, avec la vidéo virale d'un couple qui refusait de se soumettre à un contrôle routier en répétant « on ne contracte pas »,. L'automobiliste concerné a été condamné à cinq mois de prison avec sursis en avril 2025. Selon Le Monde, la mouvance compterait quelques dizaines de milliers de sympathisants en France.

## Approches psychosociales
Les études de psychologie sociale sur les citoyens souverains sont rares. Aux Ėtats-Unis, les juges demandent souvent une expertise psychiatrique pour ceux qui passent devant les tribunaux. Il s'avère que la grande majorité d'entre eux ne souffrent pas de maladies mentales. Ce ne sont pas des psychotiques et ils sont considérés comme responsables et aptes à être jugés. Dès lors, la solution facile qui consiste à suggérer un diagnostic psychiatrique ne permet pas d'expliquer leur système de croyances. Cependant le concept de « croyance extrême surévaluée » de Carl Wernicke (1845-1905) a été repris comme signal d'alarme de terrorisme solitaire, de passage à l'acte violent contre des agents de police ou de justice,.
Des sociologues notent que le phénomène des citoyens souverains est cyclique avec des résurgences en rapport avec de graves crises socio-économiques où des gens sont déclassés avec perte de leurs biens et chute de leur statut social. La perte de sécurité et de contrôle, associée à une vulnérabilité financière accrue dans le contexte d'une mondialisation néolibérale,  se traduirait au niveau microsociologique par un individualisme et une fragmentation extrêmes. Ces personnes ne pensent plus à une échelle sociale ou collective désormais disqualifiée et illégitime : elles se réfugient dans leur sphère personnelle, leurs proches et leurs semblables sur réseaux sociaux,.
Le mouvement des citoyens souverains consiste à  reprendre le pouvoir par ceux qui se sentent impuissants et opprimés par des changements qui les dépassent. Ils agissent comme des agents individuels partageant un ensemble lâche de croyances similaires : chaque acte de refus ou de résistance s'effectue en solitaire ou dans le cadre d'un très petit groupe (couple, famille…). Cette citoyenneté radicale individuelle est un moyen de retrouver l'estime de soi et le pouvoir autonome de contrôler sa propre vie.